# Slovenski trg, Varšava
Slovenski trg (poljsko Skwer Słoweński) je trg v poljskem glavnem mestu Varšavi, ki je bil odprt 28. maja 2011. Trg se nahaja v četrti Mokotów na stičišču Wiśniowe ulice in ulice Krzysztofa Komedy.
Slovesne razglasitve trga so se udeležili predsednik Republike Slovenije Danilo Türk, predsednik Republike Poljske Bronisław Komorowski in županja mesta Varšava Hanna Gronkiewicz Waltz.
V neposredni bližini trga se nahaja Veleposlaništvo Republike Slovenije na Poljskem.